# Sony Xperia Z5 Compact
Das Sony Xperia Z5 Compact ist ein High-End-Smartphone der Xperia-Serie von Sony. Es wurde am 2. September 2015 zusammen mit dem Xperia Z5 und dem Xperia Z5 Premium im Rahmen der IFA als Nachfolger des Xperia Z3 Compact vorgestellt. Zu den Neuerungen zählen der neue Snapdragon 810 SoC und der neue Kamerasensor vom Typ Sony IMX 230, welcher nun mit 23 Megapixeln auflöst. Weiterhin setzt es auf einen Hybrid-Autofokus, welcher mit 0,03 Sekunden schneller als das Blinzeln eines menschlichen Auges ist. Auf der Vorderseite wird ein 5,1-Megapixel-Exmor-R-Objektiv verbaut, welches 88°-Weitwinkelaufnahmen ermöglicht. Das erneuerte Design ähnelt nun dem Xperia Z5, der Rahmen ist jedoch aus Plastik und besitzt keine Nylon-Ecken zum Schutz vor Sturzfolgen. Hier wurde der Rahmen überarbeitet und die Rückseite besteht nun aus „frosted glass“, welches matter wirkt als die Rückseiten der früheren Xperia-Z-Modelle. Der interne Speicher wurde von 16 auf 32 GB verdoppelt und die Maße wurden leicht vergrößert, wodurch es nun auch 9 Gramm schwerer als das Xperia Z3 Compact ist. Die neuen Farbvarianten sind bunt und ähneln wieder denen des Xperia Z1 Compact. In dem an der Seite angebrachten Einschaltknopf ist auch ein Fingerabdrucksensor zum Entsperren des Mobiltelefons integriert. Laut ersten Berichten wurden die Überhitzungsprobleme des Vorgängers in Verbindung mit dem Qualcomm Snapdragon 810 SoC behoben. Wie seine Vorgänger ist das Xperia Z5 Compact wasser- und staubdicht, nämlich nach IP68-Zertifizierung.
Das Xperia Z5 Compact wurde mit der Android-Version 5.1.1 Lollipop mit Sony UI ausgeliefert und zwischenzeitlich auf die Version 7.0 Nougat aktualisiert.

## Display

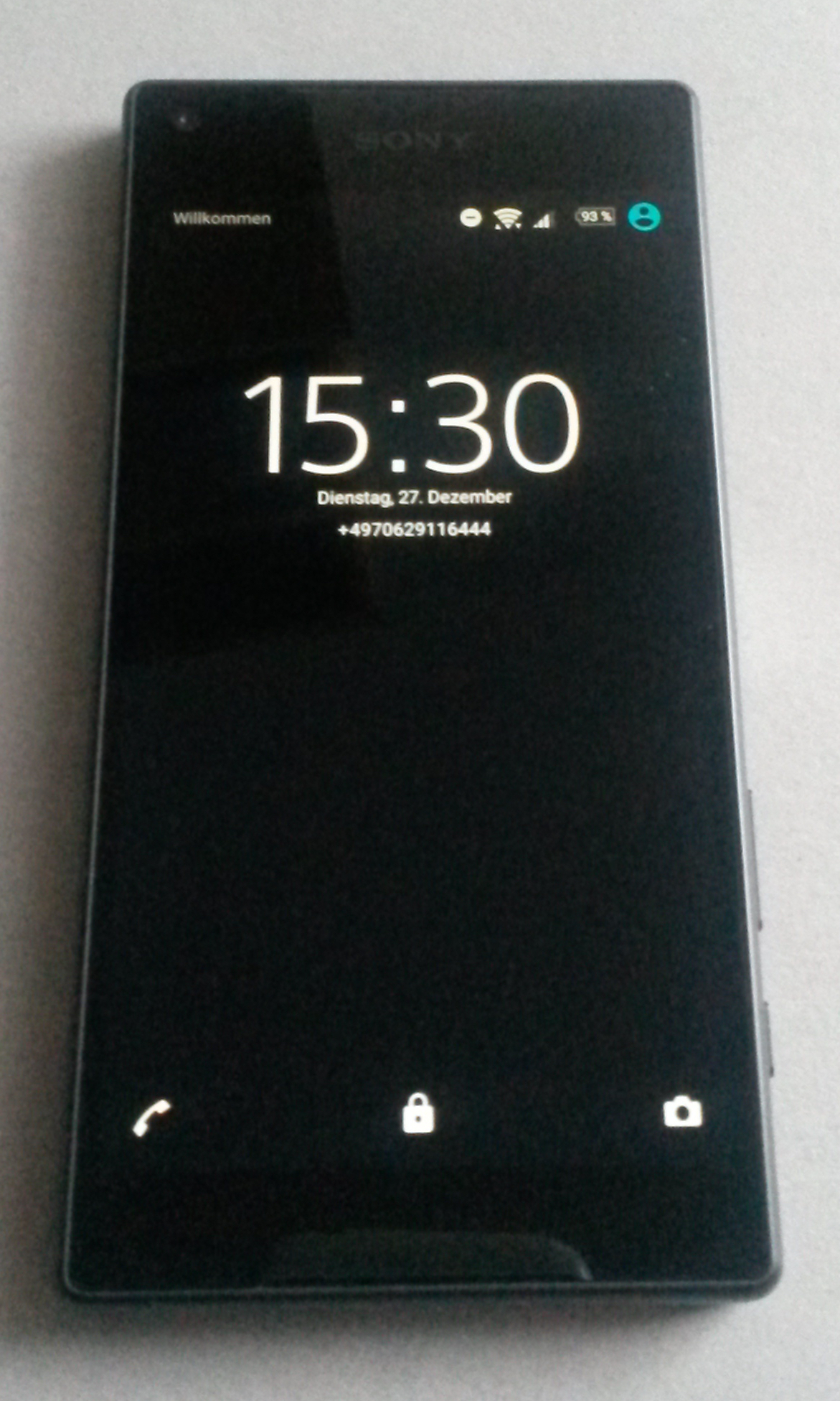

Das Sony Xperia Z5 Compact besitzt ein 4,6 Zoll (11,68 cm) großes IPS-LC-Display mit einer Auflösung von 720 × 1280 Pixeln (ca. 319 ppi Pixeldichte) und einem Farbraum von 16 Millionen Farben.
 
Der Touchscreen unterstützt zudem Multi-Touch-Gesten mit bis zu zehn Fingern.

## Kamera
Mit dem 1/2.3 inch Exmor RS for mobile-Sensor erlaubt die Kamera eine HDR-Videoaufnahme. Zudem bietet die 23-MP-Hauptkamera – neben der 5,1-MP-Frontkamera, welche auch fähig ist 88° Weitwinkelaufnahmen anzufertigen – weitere Leistungsmerkmale wie ein Blitzlicht mit pulsierender LED, einen Hybrid-Autofokus, welcher in 0,03 Sekunden fokussiert, Fokussieren und Aufnahme durch Tippen, Geotagging, einen digitalen Bildstabilisator, Rote-Augen-Reduzierung, Selbstauslöser und eine Gesichts- und Lächelerkennung. Zur Verbesserung der Fotoqualität wurde der Bildsensor um eine Sony-G-Lens-Optik mit einer Blende F 2.0 und einem leistungsfähigen BIONZ-Bildprozessor ergänzt, wie ihn z. B. auch einige Sony-Alpha- und NEX-Modelle besitzen.

## Design
Das Aussehen des Xperia Z5 Compact wurde nach dem OmniBalance-Konzept entwickelt, wobei die Vorder- bzw. Hinterseite mit Glas beschichtet sind und hier von einem Plastikrahmen in der Mitte verbunden werden. Dieser ist nun nicht mehr komplett rund, sondern besteht aus einer fast glatten Fläche in der Mitte und leichten Abrundungen zu der Front- und Rückpartie hin. Die Ecken sind aus Nylon, um so vor Sturzfolgen zu schützen. Sie sind ebenfalls an das Design des Z5 Compact angepasst. Mit 8,9 mm Tiefe ist das Xperia Z5 Compact etwas dicker als das Xperia Z3 Compact. Die Farbvarianten Schwarz, Weiß und Rot sind gleich geblieben, Mint wurde jedoch durch ein helles Gelb ersetzt, um so an die Farben des Z1 Compact zu erinnern. Das Display wird bei den Farben Schwarz, Rot und Gelb von einem schwarzen Displayrand umgeben, beim weißen Z5 Compact ist dieser entsprechend weiß.

## Festigkeit
Das Gehäuse des Xperia Z5 Compact ist wie beim Vorgänger Xperia Z3 Compact wasser- und staubdicht nach dem IP68-Standard. Das bedeutet, dass Staub in jeglicher Form und ein 30-minütiges Versinken in 1,5 m tiefem Wasser keine Schäden hervorruft.

## Bewertung und Kritik
In Expertentests wie z. B. der Zeitschrift „Connect“ werden das wasserfeste, gut verarbeitete Gehäuse und der Fingerabdrucksensor, welcher in den Ein- und Ausschalter integriert wurde, positiv bewertet. Auf der anderen Seite wurde der hohe Preis und fehlende Funktionen wie ein optischer Bildstabilisator oder drahtloses Aufladen kritisiert.

## Preisentwicklung
In einer „Neujahrs-Bonus“ genannten Aktion konnte man für im Zeitraum vom 11. Januar 2016 bis 31. Januar 2016 gekaufte Xperia Z5 Compact eine Rückerstattung in Höhe von 50 € erhalten, wenn man den Kauf bis zum 14. Februar 2016 auf einer eigens eingerichteten Website registrierte.
Am 25. Januar 2016 senkte Sony die UVP des Z5 Compact in Deutschland von 549 € auf 499 €.